# فندک

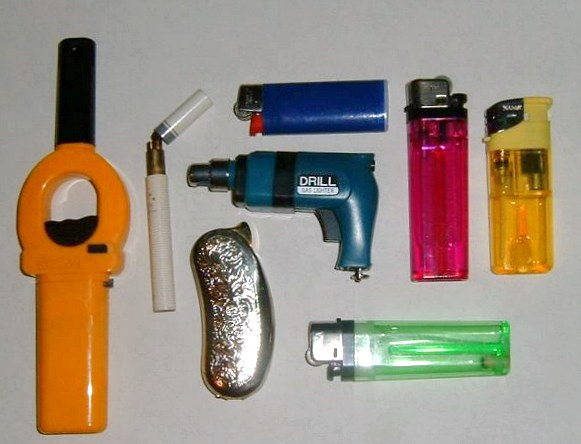
گونه‌های فندک

فَندَک ابزاری برای ایجاد آتش به منظور سوزاندن ماده یا ابزاری دیگر است. فندک معمولاً برای گیراندن سیگار، پیپ، شعله اجاق و زغال کباب‌پز بکار می‌رود.
فندک از یک محفظه فلزی یا پلاستیکی پرشده با مایع آتشگیر (نفتا یا گاز مایع)، بخش جرقه‌زن و بخش تعبیه شده برای خاموش کردن آتش تشکیل شده‌است.
خاموش کردن آتش یا از راه قطع کردن هوا یا قطع کردن سوخت انجام می‌گیرد.

## فندک اتمی
فندک اتمی (به انگلیسی: Turboflame Lighter) گونه‌ای فندک آتشزای پرقدرت است که گرمای آن بسیار بیشتر از فندک معمولی است. در این فندک برای جرقه‌زنی از یک پیزوالکتریک استفاده‌می‌شود. این فندک شعله را متمرکز کرده و حرارت بسیار بالایی در مدت زمان کم تولید می‌کند که مانند آن در جوشکاری استفاده می‌شود. مهمترین ویژگی این فندک این است که با وزش باد خاموش نمی‌شود.

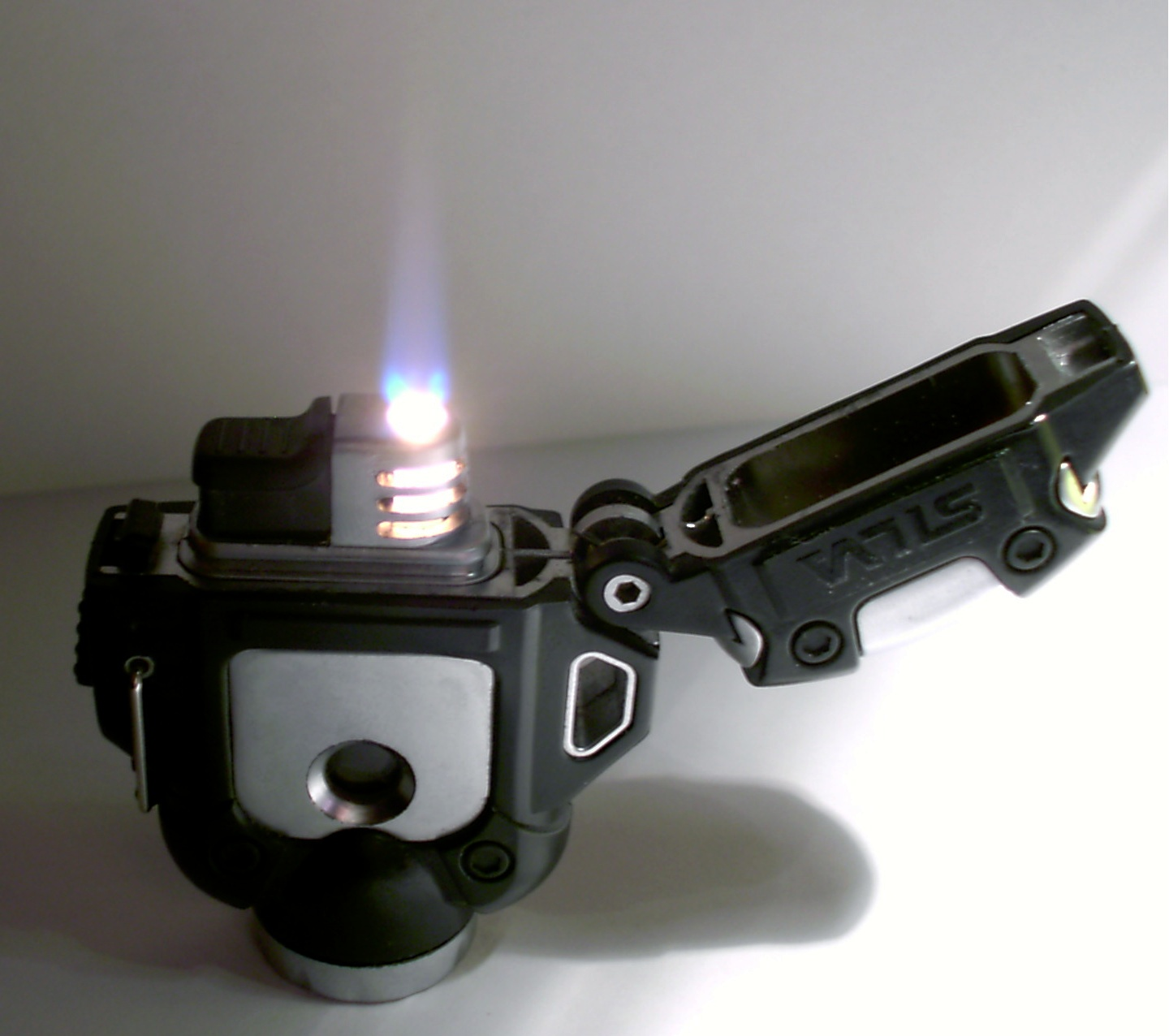
فندک اتمی

## سوخت
فندک‌هایی که از نفتا استفاده می‌کنند فتیله‌ای دارند که در مایع قرار می‌گیرد. فندک‌های گازی دارای یک دهانه دریچه‌دار هستند که خروج گاز را تنظیم می‌کنند.